# Джо Завинул
Йозеф Ерих „Джо“ Завинул (на немски: Josef Erich „Joe“ Zawinul) (7 юли 1932 – 11 септември 2007) е австрийски джаз композитор и пианист, работил също в САЩ.
Първоначално добил известност от работата си със саксофониста Кенънбол Адърли, Завинул продължава пътя си, свирейки с майстора на тромпета Майлс Дейвис и става съосновател на джаз фюжън течението – музикален жанр, комбиниращ елементи от джаза, рока и етно музиката. По-късно основава групите „Уедър Рипорт“ и ориентираната към етно фюжън „Завинул Синдикът“. Освен това той е пионер в употребата на електрическото пиано и синтезаторите.

## Биография
Роден е във Виена в семейството на работника Йозеф Завинул. Получава класическо музикално образование във Виенската консерватория.
Свири в много радиопредавания и студийни банди преди емигрирането си в САЩ през 1959 г. Там Завинул продължава обучението си в музикалния колеж Бъркли в Бостън. Продължава пътя си, свирейки с тромпетиста Мейнард Фъргюсън и така се среща за първи път с Уейн Шортър.
Завинул се разболява и е хоспитализиран в родната си Виена на 7 август 2007 г. след приключване на петседмично европейско турне. Умира малко повече от месец по-късно от рядка форма на рак на кожата (клетъчен карцином на Меркел) на 11 септември 2007 г. Кремиран е в Симеринг, а прахът му е погребан в централното гробище на Виена.